# Bolesław Ałapin
Bolesław Ałapin (ur. 16 sierpnia 1913 w Warszawie, zm. 23 czerwca 1985 w Londynie) – polski lekarz psychiatra.

## Życiorys
Urodził się w zasymilowanej rodzinie żydowskiej, jako syn lekarza dermatologa Jana Ałapina (1873–1934) i Stefanii z Dreherów (1878–1942).
Uczył się w Gimnazjum im. Mikołaja Reja w Warszawie, w 1931 wstąpił na Wydział Lekarski Uniwersytetu Warszawskiego. Podczas studiów udzielał się w pracowni anatomopatologicznej Szpitala na Czystem. Działał również w Organizacji Młodzieży Socjalistycznej „Życie”. Dyplom lekarza otrzymał w czerwcu 1937 roku, prawo wykonywania zawodu otrzymał w marcu 1939. Następnie praktykował jako asystent wolontariusz na oddziale neurologicznym Szpitala na Czystem. 
8 września 1939 na ochotnika wstąpił do Wojska Polskiego i służył jako sierżant podchorąży w Szpitalu 111a. Potem przedostał się do Lwowa i pracował w tamtejszej klinice neurologiczno-psychiatrycznej. Od lutego 1940 do lipca 1941 był ordynatorem w Szpitalu Psychiatrycznym w Kulparkowie. W 1941 powrócił do Warszawy i pracował w przeniesionym na teren getta oddziale neurologicznym Szpitala na Czystem u Eufemiusza Hermana. W 1942 udało mu się przeżyć wielką akcją deportacyjną i uciec. Przez kolejne miesiące ukrywał się, w 1943 roku wstąpił do oddziału partyzanckiego Tadeusza Sztumberka-Rychtera. W lipcu 1944 po rozwiązaniu oddziałów AK na Zamojszczyźnie wstąpił do Armii Berlinga. W sierpniu został aresztowany przez NKWD i wysłany do obozu w Riazaniu, skąd po pewnym czasie został przeniesiony do obozu w Diagilewie, a później do Czerepowca koło Wołogdy. W październiku 1947 został przewieziony do obozu przejściowego w Brześciu nad Bugiem, gdzie otrzymał zaświadczenie repatriacyjne. 
Od maja do lipca 1948 pracował w Ubezpieczalni Społecznej w Łodzi, a od lipca 1948 jako wolontariusz w Klinice Psychiatrycznej Akademii Medycznej w Warszawie. W 1951 roku został mianowany starszym asystentem. W czerwcu 1952 otrzymał tytuł doktora medycyny, a od września 1952 był ordynatorem oddziału obserwacyjnego w Tworkach. W 1962 roku otrzymał tytuł docenta. W tym samym roku został ordynatorem oddziału psychosomatycznego w Szpitalu Wolskim, a w 1966 został samodzielnym pracownikiem naukowym Instytutu Psychoneurologicznego. Po wydarzeniach marca 1968 stracił pracę. W 1969 roku nie powrócił z kongresu psychiatryczno-neurologicznego w Belgii i pozostał na emigracji. W 1972 pracował w Horton Hospital w Epsom, a w 1973 w Hill End Hospital w St Albans. W 1981 roku przeszedł na emeryturę. W ostatnich latach życia ciężko chorował, zmarł w 1985 roku po udarze mózgu. Jego prochy złożone są w kolumbarium przy kościele św. Andrzeja Boboli w Londynie.
Był autorem kilkudziesięciu prac naukowych, dotyczących m.in. zagadnień alkoholizmu i psychofarmakologii.

## Życie prywatne
W 1935 ożenił się z koleżanką ze studiów, Stanisławą Grynbaum, córką Ireny Grywińskiej. Podczas II wojny rozszedł się z nią, w 1948 roku uzyskali rozwód. Po powrocie do kraju związany ze Stanisławą Sznaper-Zakrzewską, wzięli ślub 20 maja 1950. Małżeństwo zakończyło się w lutym 1954 roku. Z tego związku urodziła się córka Wilga (Zakrzewska), później znana brydżystka. Trzecią żoną była Ewa Szachnowska (ślub w 1954).

## Wybrane prace
- Pięćset przypadków alkoholizmu u kobiet. Warszawa: Społeczny Komitet Przeciwalkoholowy, 1965
- Alkoholizm i toksykomanie. Warszawa: Państwowy Zakład Wydawnictw Lekarskich, 1968